# السياسة الخارجية للصين

العلاقات الدبلوماسية بين دول العالم وجمهورية الصين الشعبية:
جمهورية الصين الشعبية
دول لها علاقات دبلوماسية مع الصين
دول لها علاقات دبلوماسية مع تايوان
المناطق المتنازع عليها

السياسة الخارجية للصين الصين دولة شيوعية وصلت إلى السلطة عام 1949 بعد حرب أهلية. أصبحت قوة عظمى في الستينيات ولديها اليوم أكبر عدد من السكان في العالم وثاني أكبر ناتج محلي إجمالي (بعد الولايات المتحدة) وأكبر اقتصاد في العالم من خلال تعادل القوة الشرائية.

## نبذة
تعتبر الصين الآن قوة عظمى عالمية ناشئة. المؤسسات الرئيسية للسياسة الخارجية هي وزارة الخارجية، وإدارة الاتصال الدولي للجنة المركزية للحزب الشيوعي الصيني، وإدارة عمل الجبهة المتحدة باللجنة المركزية للحزب الشيوعي الصيني.
في 1950-1953 خاضت حربا غير معلنة في كوريا ضد الولايات المتحدة، حتى أواخر الخمسينيات من القرن الماضي، كانت متحالفة مع الاتحاد السوفيتي ولكن في عام 1960 بدأوا منافسة للسيطرة على الحركة الشيوعية المحلية في العديد من البلدان. وصلت إلى نحسن العلاقة مع الولايات المتحدة في عام 1972. بعد وفاة الرئيس ماو تسي تونغ في عام 1976، قاد دينج شياو بينج عملية ضخمة للتصنيع وشدد على العلاقات التجارية مع العالم، مع الحفاظ على سياسة خارجية منخفضة وأقل أيديولوجية، وصفت على نطاق واسع بالإصلاح الاقتصادي الصيني، أو «إخفاء موهبة المرء وتجنب وقته». نما الاقتصاد الصيني بسرعة كبيرة مما منحه زيادة مطردة في القوة والطموح.

## التطور
منذ أن تولى شي جين بينغ منصب الأمين العام للحزب الشيوعي الصيني في عام 2012، وسعت الصين طموحاتها في السياسة الخارجية على نطاق عالمي، مع التركيز بشكل خاص على بحر الصين الشرقي. تستثمر الصين بكثافة في البنية التحتية العالمية، مشيرة إلى رغبتها في التكامل الاقتصادي. كما أنها تستثمر في مواقع إستراتيجية لتأمين مصالحها التجارية والأمنية. وتطلق على هذين البرنامجين اسم «حزام واحد طريق واحد» و «طريق الحرير البحري»، والتي تعتبرها جزءًا من هدفها في الاكتفاء الذاتي.
في عام 2019، أجرى مركز بيو للأبحاث دراسة استقصائية حول الموقف من شي جين بينغ بين متوسطات الدول الست على أساس أستراليا والهند وإندونيسيا واليابان والفلبين وكوريا الجنوبية. أشار الاستطلاع إلى أن 29% في المتوسط يثقون في شي جين بينغ للقيام بالشيء الصحيح فيما يتعلق بالشؤون العالمية، في حين أن متوسط 45% لا يثقون. هذه الأرقام هي نفسها تقريبًا مع الزعيم الكوري الشمالي كيم جونغ أون (23% ثقة، 53% غير موثوق).

## التنافس مع الولايات المتحدة
منذ عام 2017، انخرطت في حرب تجارية واسعة النطاق مع الولايات المتحدة. كما أنها تتحدى الهيمنة الأمريكية في المحيط الهادئ والمحيط الهندي، وتوسعت مساعيها العسكرية والبحرية والدبلوماسية. جزء من هذا هو استراتيجية خيط اللؤلؤ التي تؤمن المواقع الإستراتيجية في المحيط الهندي ومنطقة مضيق ملقا.